# Philodromus micans
Philodromus micans är en spindelart som beskrevs av Menge 1875. Philodromus micans ingår i släktet Philodromus och familjen snabblöparspindlar. Inga underarter finns listade i Catalogue of Life.